# Mariene ecoregio Zuidelijke Golf van Mexico
De Mariene ecoregio Zuidelijke Golf van Mexico (69) (Engels: Southern Gulf of Mexico marine ecoregion) is een biogeografische regio en ligt in het westen van de Atlantische Oceaan in de Mariene provincie Tropische Noordwestelijke Atlantische Oceaan (12) in het Marien rijk Tropische Atlantische Oceaan. De mariene ecoregio is vastgesteld door het World Wide Fund for Nature en The Nature Conservancy en is vernoemd naar de Golf van Mexico.
In het noorden grenst het gebied aan de mariene ecoregio Noordelijke Golf van Mexico (43), in het noordoosten aan de mariene ecoregio Florida (70), in het oosten aan de mariene ecoregio Grote Antillen (65) en in het zuidoosten aan de mariene ecoregio Westelijke Caraïben (68).

## Geografie
De mariene ecoregio ligt in het westen van de Atlantische Oceaan voor de noordoostkust van Mexico. Het gebied strekt zich uit van de kust bij de Mexicaanse plaats Soto la Marina tot aan de Straat Yucatán bij het noordoostelijke uiteinde van het Yucatán ten noorden van Cancún.
Door het gebied stroomt de loop current, gevoed door de Caraïbenstroom.

## Biogeografie
Het gebied kent zeeleven dat houdt van tropische temperaturen.